# Ritratto di Michael Wolgemut
Il Ritratto di Michael Wolgemut è un dipinto a olio su tavola di tiglio (29x27 cm) di Albrecht Dürer, siglato e datato 1516, e conservato nel Germanisches Nationalmuseum a Norimberga.

## Storia
Michael Wolgemut fu, dopo il padre Albrecht Dürer il Vecchio, il primo maestro del giovane Dürer, da cui apprese, dal 1486 al 1489, i rudimenti delle tecniche artistiche, comprese quelle legate alle incisioni, che tanto rilievo ebbero poi nella sua carriera artistica. Col maestro dovette restare sempre in buoni rapporti, come testimonia questo ritratto eseguito nel 1516, quando era ormai anziano. Quando Wolgemut morì tre anni dopo, Dürer annotò sulla tavola: "aveva 82 anni e ha vissuto fino al 1519, quando è morto il mattino del giorno di sant'Andrea, prima del sorgere del sole".
Se si escludono alcuni ritratti di identificazione incerta di artisti della bottega del Verrocchio a Firenze, databili a cavallo tra Quattro e Cinquecento, quest'opera è il primo sicuro ritratto di un pittore come soggetto indipendente, che non sia autoritratto.

## Descrizione e stile
L'anziano artista è ritratto con un copricapo nero avvolto strettamente sulla testa e la giubba bordata di pelliccia, il tipico abito di rappresentanza della borghesia benestante dell'epoca. Il fazzoletto annodato in testa è invece tipico della sua professione di artista, per proteggere i capelli dagli spruzzi di colore. 
Il volto è indagato con estrema cura, nelle rughe e nella pelle ormai flaccida per effetto del tempo, pur senza mai intaccare la dignità del personaggio, che guarda sicuramente davanti a sé, ritratto a mezzo busto di tre quarti, voltato a destra e su sfondo verde. Lo sguardo, orientato lontano dallo spettatore, ha fatto ipotizzare che il ritratto avesse un pendant in una tavola con la moglie dell'uomo, di cui però non si hanno notizie.